# Fiji Airways

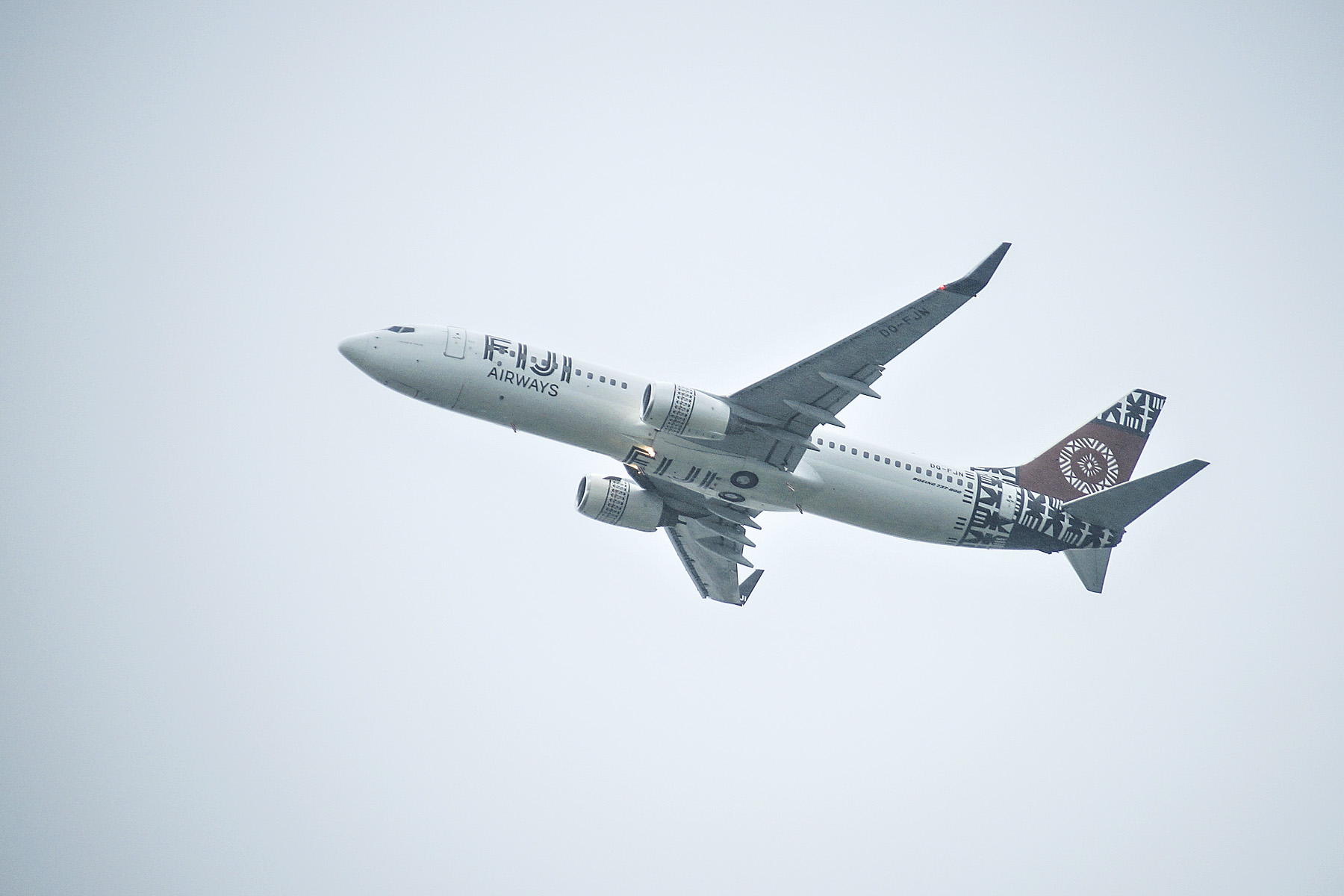
Boeing 737-800 w barwach Fiji Airways

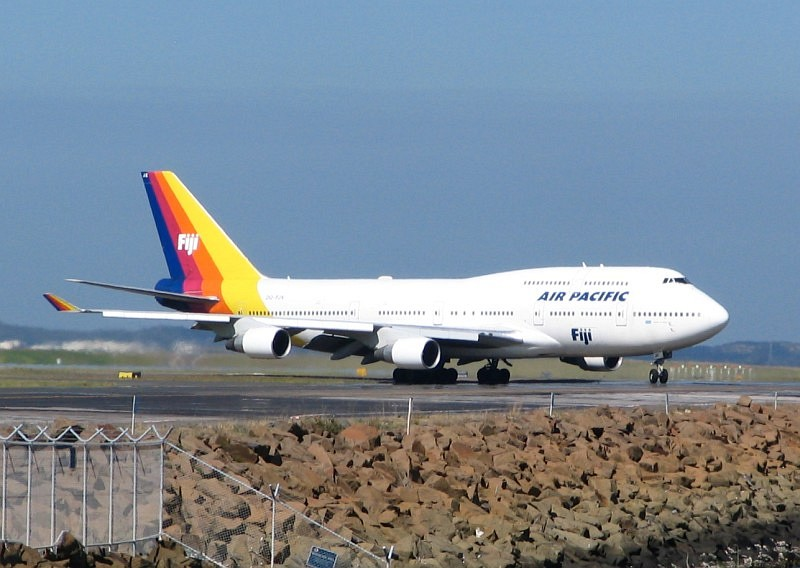
Boeing 747 w barwach Air Pacific

Fiji Airways – narodowe linie lotnicze Fidżi z siedzibą w Nadi. Jest jedną w największych linii lotniczych w Oceanii. W latach 1972–2013 działały pod nazwą Air Pacific. Głównym hubem jest port lotniczy Nadi.
Agencja ratingowa Skytrax przyznała liniom 4 gwiazdki.
6 czerwca 2014 przewoźnik założył nową linię lotniczą Fiji Link, dedykowaną lotom regionalnym i krajowym. W maju 2025 dysponowała 9 samolotami.
W czerwcu 2024 przedstawiciele linii lotniczej poinformowali, że w 2025 przewoźnik dołączy do sojuszu Oneworld jako pełnoprawny członek. Doszło do tego oficjalnie 31 marca 2025.

## Flota
Według stanu na maj 2025 flota Fiji Airways składała się z 14 samolotów o średnim wieku 8,3 lat:
| Samolot          | Samolot | Samolot   | Liczba miejsc | Liczba miejsc | Liczba miejsc | Uwagi |
| Model            | Aktywne | Zamówione | B             | E             | Łącznie       | Uwagi |
| ---------------- | ------- | --------- | ------------- | ------------- | ------------- | ----- |
| Airbus A330-200  | 3       | -         | 24            | 249           | 273           |       |
| Airbus A330-300  | 1       | -         | 24            | 289           | 313           |       |
| Airbus A350-900  | 4       | -         | 33            | 301           | 334           |       |
| Boeing 737-800   | 1       | -         | 8             | 162           | 170           |       |
| Boeing 737 MAX 8 | 5       | -         | 8             | 178           | 186           |       |
| Łącznie          | 14      | 0         |               |               |               |       |

## Kierunki lotów
Według stanu na maj 2025 przewoźnik realizował bezpośrednie połączenia na 11 kierunkach krajowych i 25 międzynarodowych w 14 krajach regionu Oceanii, Ameryki Północnej i Azji Wschodniej.